# 鹽釜口車站
鹽釜口車站（日语：／ Shiogamaguchi eki */?）是位於愛知縣名古屋市天白區鹽釜口，屬於名古屋市營地下鐵鶴舞線的車站。車站編號為T16。由於本站鄰近名城大學的天白校區，因此在站名板中有附記副站名名城大學前。

## 車站結構

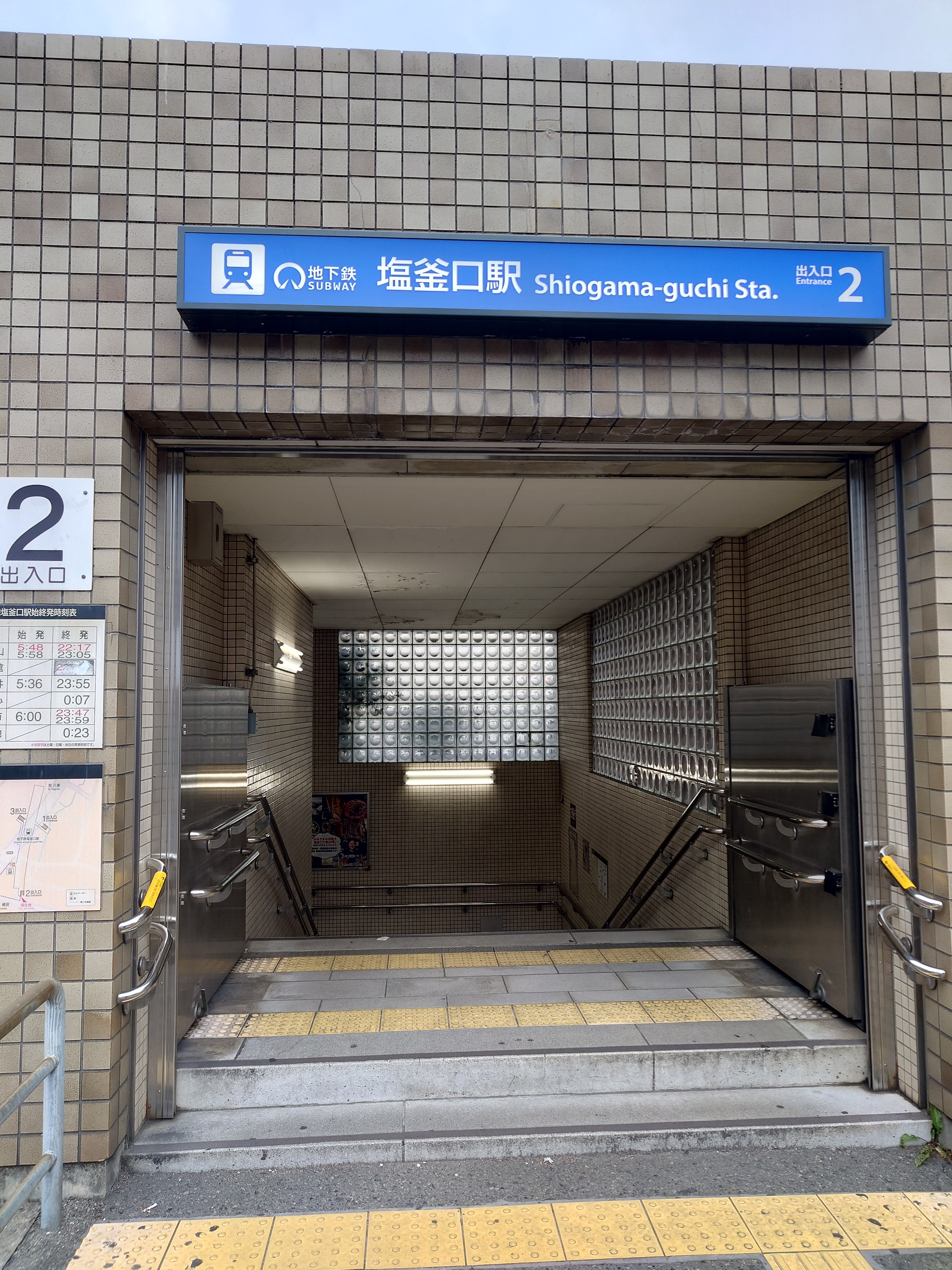
2號出入口（2024年1月）
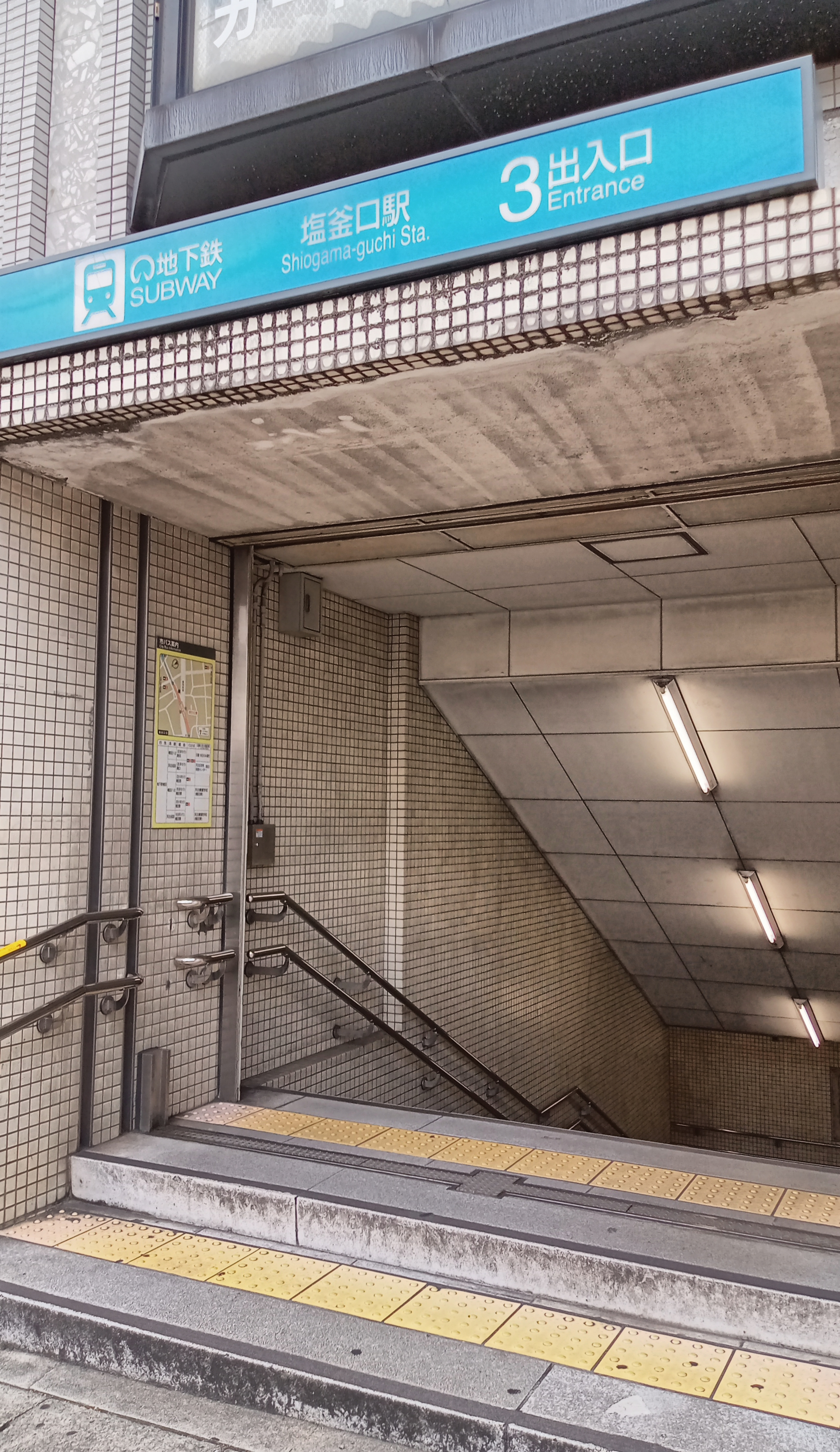
3號出入口（2022年8月）
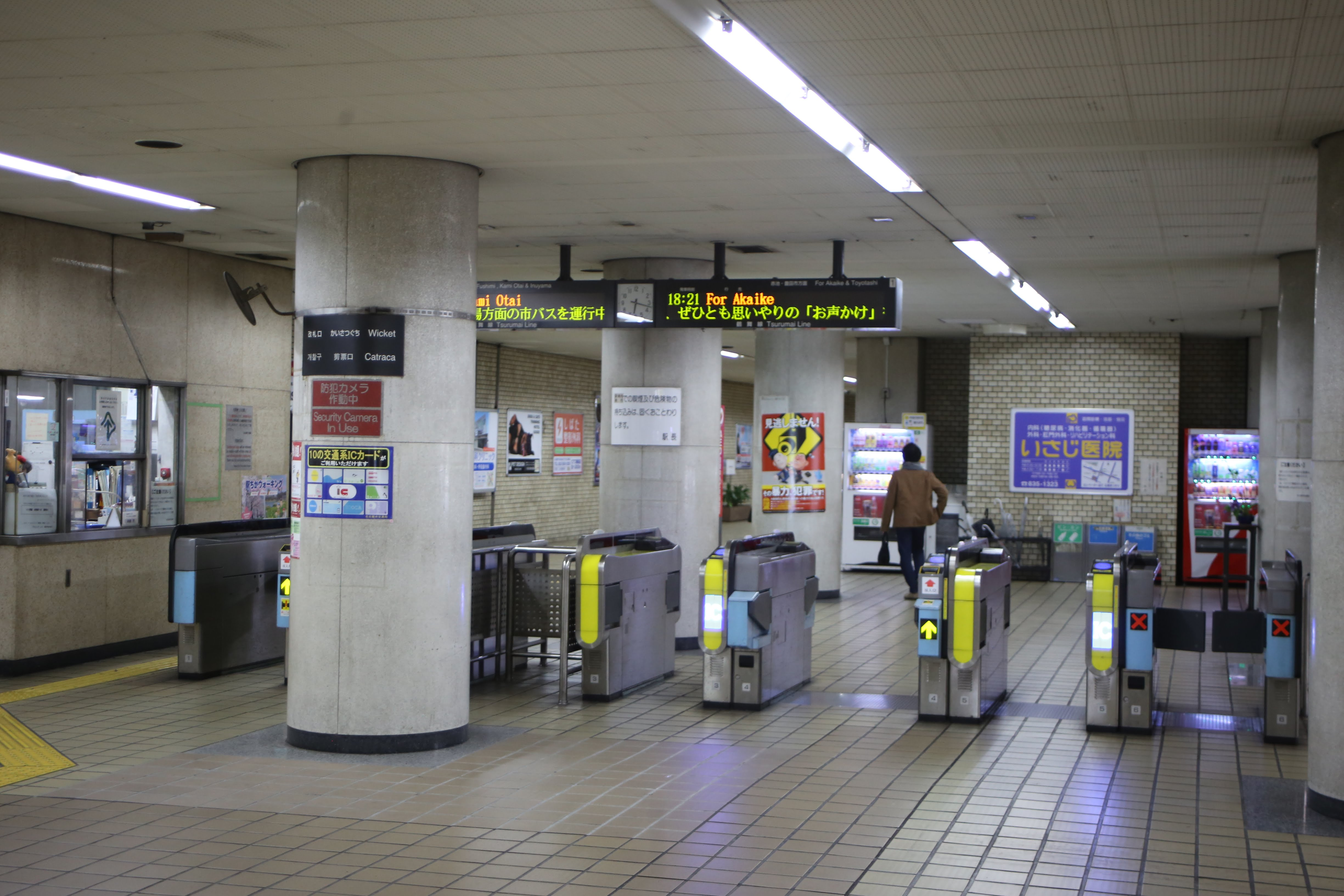
驗票閘口（2018年2月）
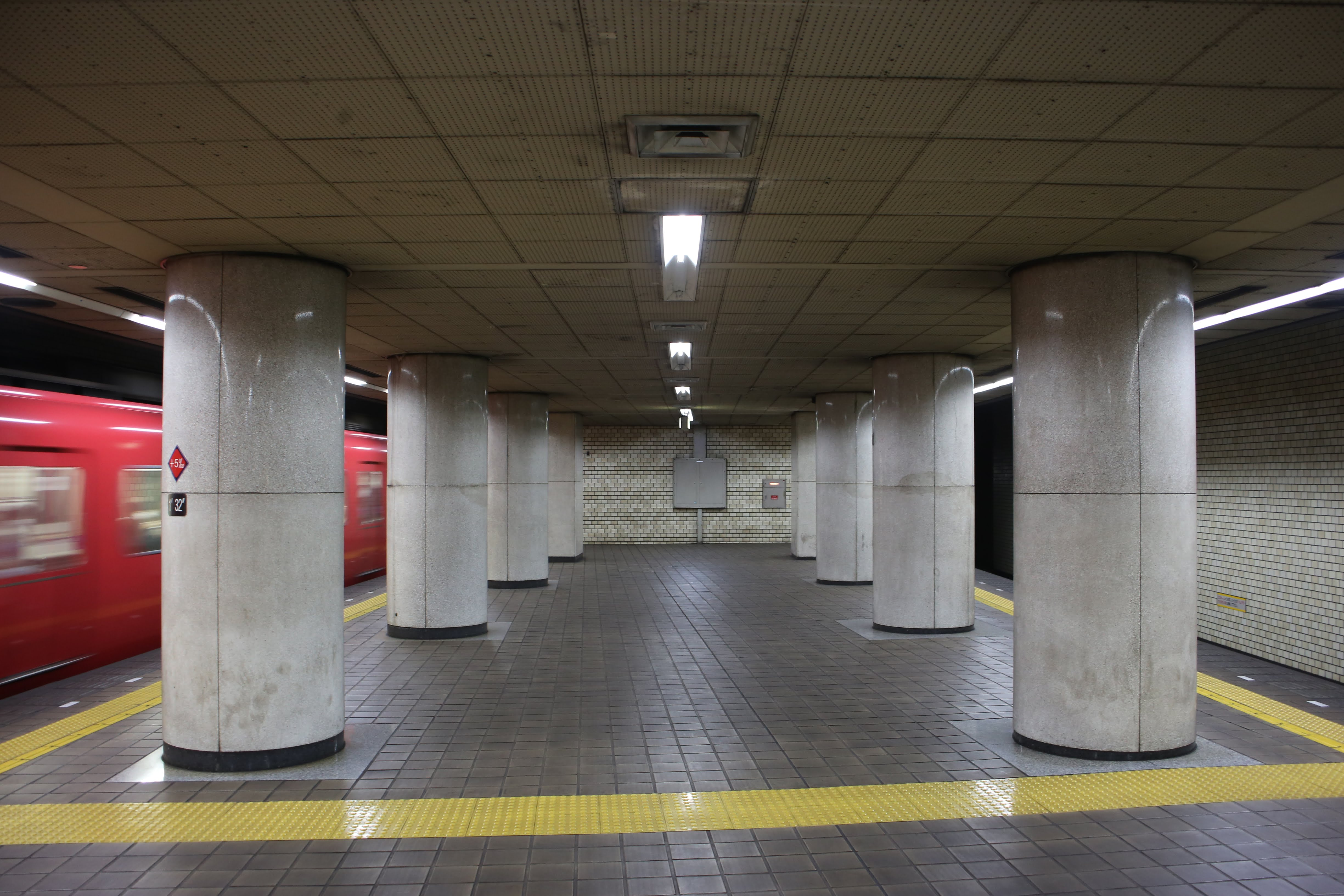
月台（2018年2月）

本站為為擁有1面2線島式月台的地下車站。

### 月台配置
| 月台 | 路線   | 目的地                   |
| ---- | ------ | ------------------------ |
| 1    | 鶴舞線 | 赤池、豐田市方向         |
| 2    | 鶴舞線 | 伏見、上小田井、犬山方向 |

## 相鄰車站
名古屋市營地下鐵
 鶴舞線
八事（T15）－鹽釜口（T16）－植田（T17）

## 外部連結
- 鹽釜口 - 名古屋市交通局